# Rabbinical Council of America
Il Rabbinical Council of America (RCA), (IT) : Consiglio Rabbinico d'America, è una della più grandi organizzazioni di rabbini ebrei ortodossi. 

## Organizzazione
È associata a The Union of Orthodox Jewish Congregations of America ("Unione delle Congregazioni Ebraiche d'America"), nota come Orthodox Union (Unione Ortodossa), o OU. La maggioranza dei rabbini della RCA appartengono all'Ebraismo Ortodosso Moderno.
Questa organizzazione pubblica un bollettino intitolato Tradition: A Journal of Orthodox Jewish Thought, che cominciò ad uscire nel 1958, e un giornale in (HE) , Hadorom, che è iniziato nel 1957.
Nel 2011, l'RCA contava circa 1000 rabbini, sparsi in 14 nazioni.

## Presidenti
- Herbert S. Goldstein (1938–1940)
- Simcha Levy          (1940–1942)
- Joseph Lookstein     (1942–1944)
- William Drazin       (1944–1946)
- Uri Miller           (1946–1948)
- Israel Tabak         (1948–1950)
- Samuel Berliant      (1950–1952)
- Theodore L. Adams    (1952–1954)
- David B. Hollander   (1954–1956)
- Solomon J. Shafran   (1956–1958)
- Emanuel Rackman      (1958–1960)
- Charles Weinberg     (1960–1962)
- Abraham Avrutick     (1962–1964)
- Israel Miller        (1964–1966)
- Pesach Levovitz      (1966–1968)
- Zev Segal            (1968–1970)
- Bernard L. Berzon   (1970–1972)
- Louis Bernstein      (1972–1974)
- Fabian Schonfeld     (1974–1976)
- Walter Wurzburger    (1976–1978)
- Bernard Rosensweig   (1978–1980)
- Sol Roth             (1980–1982)
- Gilbert Klaperman    (1982–1984)
- Louis Bernstein      (1984–1986)
- Milton Polin         (1986–1988)
- Max Schreier         (1988–1990)
- Marc D. Angel        (1990–1992)
- Moshe Gorelik        (1992–1994)
- Louis Bernstein      (1994–1995)
- Rafael G. Grossman   (1995–1997)
- Jacob Rubenstein         (1997–1999)
- Kenneth Hain         (1999–2001)
- Heshie Billet        (2001–2003)
- Kenneth Auman        (2003–2005)
- Dale Polakoff        (2005–2007)
- Shlomo Hochberg      (2007–2009)
- Moshe Kletenik       (2009-2011)
- Shmuel Goldin        (2012-)